# Textron
Textron (NYSE: TXT) es un conglomerado de industrias de los Estados Unidos, matriz de  compañías como Bell Helicopter o Cessna.  Fue fundada en el año 1923 por Royal Little, con el nombre de Special Yarns Company, y tiene su sede en Providence, Rhode Island, en la Torre Textron.
Sus ingresos en 2012 ascendieron a más 11 mil millones de US$, empleando a aproximadamente 33 000 personas en 25 países. Además, entra en la lista Fortune 500 de 2012, en concreto en el puesto 236 de las compañías más grandes de los Estados Unidos.

## Empresas integrantes

### Bell
Bell Helicopter es una empresa de fabricación de helicópteros y tiltrotores con sede en Fort Worth, Texas.
Textron a su vez es la mayor productora estadounidense de bombas de racimo CBU-87/B.

### Cessna
Cessna  es una compañía de fabricación de aviones de negocios y aviones de aviación comercial con sede en Wichita, Kansas.

### Textron Systems
Textron Systems es una firma de desarrollo aeroespacial y de defensa con sede en Wilmington, Massachusetts. Este segmento reportó en 2012 unas ventas anuales de 1737 millones de US$.
Textron Systems tenía en 2012 fábricas en diversos estados, e incluso fuera de los Estados Unidos, en Reino Unido y Australia, dando empleo a aproximadamente 4800 personas.

### Industrial
La sección industrial de Textron consta de cuatro empresas:
- E-Z-GO (vehículos ligeros de transporte: eléctricos y de combustión interna)
- Greenlee (herramientas de instalación de cableado y fontanería)
- Jacobsen (equipamiento de cuidado del césped)
- Kautex (sistemas para el automóvil)

En total, las empresas generaron un volumen de ventas de unos 2900 millones de US$, empleando a unas 8000 personas.

### Finanzas
- Textron Financial Corporation

## Pleito con Electronic Arts
Electronic Arts, empresa desarrolladora y distribuidora de videojuegos, presentó una demanda contra Textron a fin de utilizar helicópteros de su empresa participada Bell Helicopters  en el videojuego Battlefield 3, habiendo pleitos anteriores sobre la utilización de los vehículos de Bell en versiones anteriores.